# لابرژمان دو کویزری
لابرژمان دو کویزری یکی از کمون‌های فرانسه است که در دپارتمان سون-ا-لوآر ناحیه بورگونی-فرانش-کنته است که در جنوب شرقی فرانسه واقع شده است.